# ゴダード宇宙科学研究所
ゴダード宇宙科学研究所（Goddard Institute for Space Studies、GISS）はNASAゴダード宇宙飛行センター地球・太陽探査部門とコロンビア大学地球研究所による共同研究所。ニューヨーク市マンハッタンのコロンビア大学内に位置する。現在の活動は気候変動に主眼を置いている。
GISSは1961年5月、ゴダードの計画をサポートする宇宙科学の基礎研究を行う目的でRobert Jastrowによって設立された。当時は「Goddard Space Flight Center Institute for Space Studies」と呼ばれていたが、すぐに現在の呼び名で知られるようになった。
現在の責任者はJames E. Hansen。

## 気候変動研究
GISS研究の主目的は21世紀の気候変動を予測することである。主に宇宙機の観測データからもたらされた包括的地球規模のデータセットを解析し、大域モデルに適用して研究を行っている。
2004年11月、GISSの気候学者Drew ShindellとGavin Schmidtがサイエンティフィック・アメリカン誌によるトップ50の科学者賞（Top 50 Scientist）を受賞した。